# Yo el Supremo
Yo el Supremo es una novela del escritor paraguayo Augusto Roa Bastos, publicada en 1974, cuando Roa todavía vivía exiliado en Buenos Aires. Se la considera una de las obras cumbre de la literatura en español. Destaca especialmente por su construcción literaria y el juego morfológico-sintáctico que posee, además de la utilización matizada de elementos históricos y ficticios para el desarrollo de la narración. El crítico Todd Garth ha argumentado que recibe influencias de la literatura argentina de la época, reproduciendo la estética y espacio metafísicos creados por Macedonio Fernández y desarrollados por, entre otros, Jorge Luis Borges y Julio Cortázar.
La narración se desenvuelve a través de una sola voz protagonista. El resto de voces son visiones y puntos de vista históricos del mismo autor. Por ello, cuando Roa habla de «Yo el Supremo», hace referencia a sí mismo en la perspectiva del dictador.
Como «El Supremo» era conocido el abogado, revolucionario y dictador perpetuo de la República de Paraguay, José Gaspar Rodríguez de Francia, quien gobernó primero en triunvirato en 1811, en consulado a partir de 1813 y como magistratura unipersonal desde 1816 hasta su fallecimiento, acaecido en 1840.
La novela refleja los aspectos más negativos de su mandato. Es una obra demandante, pues en ella se subrayan la injusticia y la dureza del dictador.
Yo el Supremo constituye una lúcida reseña histórica de la vida política del dictador supremo paraguayo a lo largo de sus veintiséis años de mandato, en los que se fraguó un mundo de injusticia, explotación, racismo, penurias, persecución y muerte, así como un sentimiento popular escindido entre el deseo de rebelión y el estoicismo perseverante.
La obra destaca por ofrecer una visión más realista de lo habitual en el género de la «novela de dictador» latinoamericana. Retrata la figura de Rodríguez de Francia sin demonizarla, con datos verosímiles. Supone un claro ataque al autoritarismo, una denuncia de la represión que se vivió en el país y una crítica al poder. Se relata la historia del doctor Francia desde el punto de vista de las víctimas de su régimen, sirviéndose de las anotaciones recabadas en su Cuaderno privado.
A lo largo de sus páginas aparece el mundo irreal en que vivió José Gaspar Rodríguez de Francia, cuyo poder alejó a la naciente república de las libertades y acabó con la población criolla y peninsular.

## Reconocimientos
Yo el Supremo integra la lista de «las 100 mejores novelas en castellano del siglo XX», seleccionadas por el cotidiano El Mundo, de España.